# 짐바브웨 올림픽 위원회
짐바브웨 올림픽 위원회(영어: Zimbabwe Olympic Committee)는 짐바브웨를 대표하는 국가 올림픽 위원회이다. IOC 코드는 ZIM이다. 본부는 하라레에 있으며 아프리카 국가 올림픽 위원회 연합에 소속되어 있다.
남로디지아 시대였던 1934년에 설립되었으며 1980년에 국제 올림픽 위원회의 승인을 받았다. 올림픽, 올아프리카 게임을 비롯한 국제 스포츠 대회에 참가하는 짐바브웨의 선수들을 대표한다.

## 같이 보기
- 올림픽 짐바브웨 선수단